# サン・イシドロ駅
サン・イシドロ駅（サンイシドロえき、西: Estación de San Isidro）は、パナマ共和国パナマ県サン・ミゲリート地区サン・イシドロにあるパナマ・メトロ1号線の駅である。
当駅は路線の北端に位置しており、2015年8月15日に開業した。